# Magnus Gabriel De la Gardie
Il conte Magnus Gabriel de la Gardie (Reval, 15 ottobre 1622 – Sigtuna, 26 aprile 1686) è stato un politico e militare svedese.
Divenne membro del Riksråd nel 1647 e venne ad essere titolare di tre dei cinque uffici contati come i grandi ufficiali del Regno, cioè Lord gran tesoriere di Svezia, Lord cancelliere di Svezia e Lord grande intendente di Svezia. Fu anche governatore generale della Livonia.

## Biografia

### Primi anni

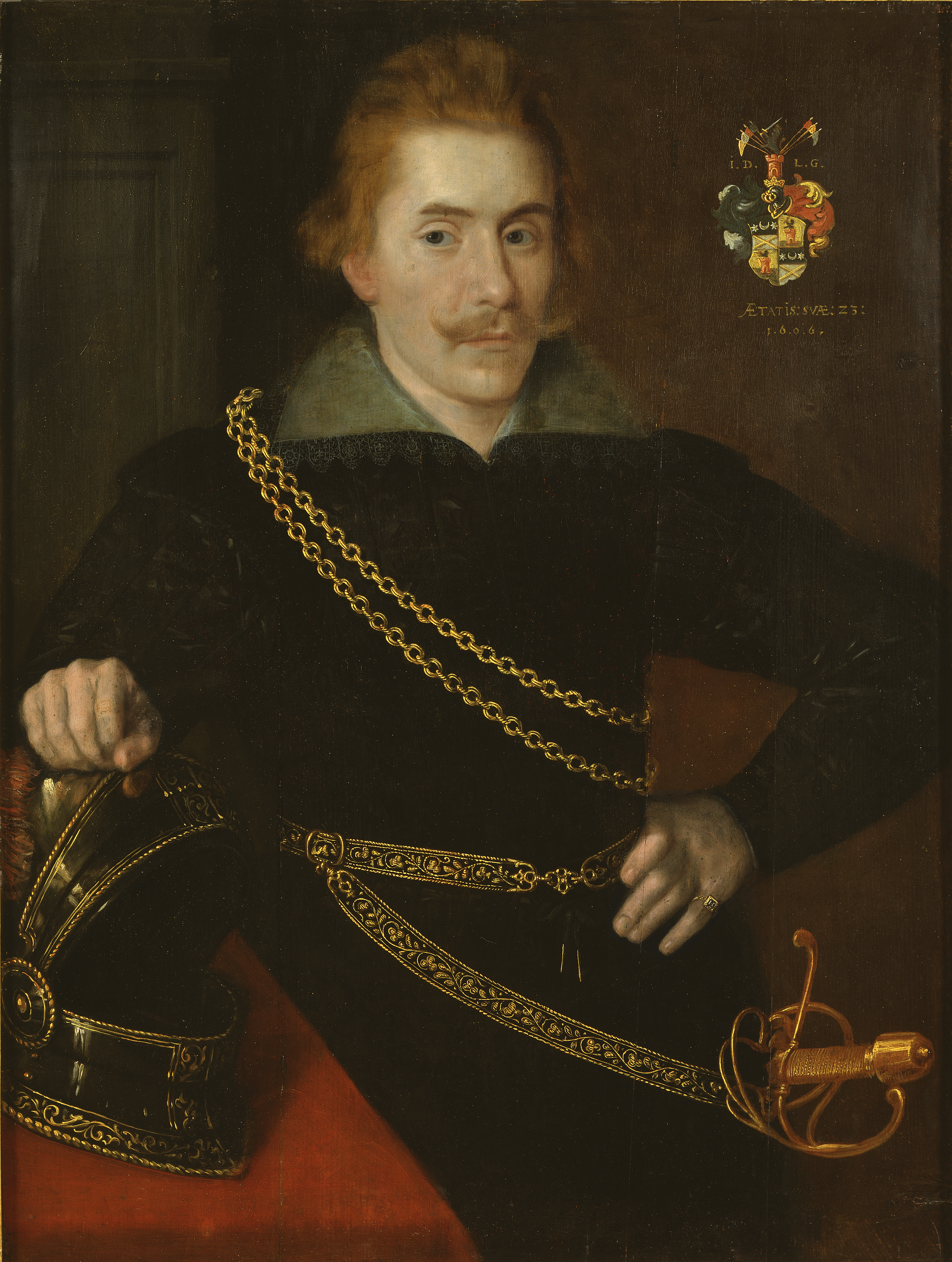
Jacob De la Gardie

Nacque in Estonia, che all'epoca era un dominio svedese dove Jacob De la Gardie, padre di Magnus, era governatore. Jacob De la Gardie, conte di Läckö, fu un importante comandante militare, grande constabile di Svezia, dal 1620 fino alla sua morte avvenuta nel 1652. Il padre di Jacob, e nonno di Magnus Gabriel, era il barone Pontus De la Gardie, un mercenario francese che era stato al servizio dei danesi ma che fece poi carriera in Svezia dopo essere stato catturato dalle truppe svedesi nel 1565. Pontus sposò Sofia Gyllenhielm, figlia del re Giovanni III di Svezia, nel 1580.

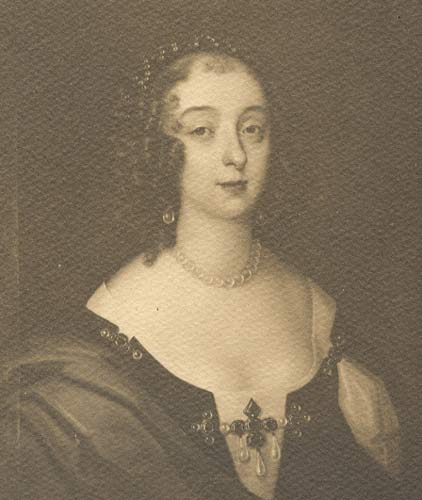
Ebba Brahe

La madre di Magnus Gabriel era Ebba Brahe, figlia del Lord grande intendente di Svezia Magnus Brahe e Brita Leijonhufvud. Ebba ebbe una relazione con il giovane re Gustavo Adolfo, probabilmente nel periodo 1613-1615. La madre di Gustavo, regina vedova, Cristina, si oppose ad desiderio del figlio di sposare Ebba Brahe, che nel 1618 sposò Jacob De la Gardie. Ebba e Jacob ebbero quattordici figli, dei quali solo sette raggiunsero la maturità. Essi erano Magnus Gabriel, Maria Sofia, Jacob Casimir, Pontus Frederick, Christina Catharina, Axel Julius e Ebba Margaretha.

### Carriera
Essendo un membro di una ricca famiglia degna della più alta stima, De la Gardie era predestinato ad una carriera importante. Ricevette una formazione completa dal suo insegnante Mattias Björnklou e nel 1639 fu eletto rector illustris all'Università di Uppsala, grazie alla sua ascendenza. L'anno successivo si recò all'estero per completare la sua formazione. La maggior parte di questo periodo fu trascorso in Francia e nei Paesi Bassi. Quando scoppiò la Guerra di Torstenson tra la Svezia e la Danimarca nel 1643, De la Gardie tornò in Svezia e imparò a conoscere il mestiere delle armi sotto il comando del maresciallo Gustav Horn.

#### 1644-1654: sotto la regina Cristina
All'inizio del regno della regina Cristina (1644-1654) De la Gardie divenne il suo favorito. Essendo, come riferito, ben educato e di bell'aspetto, entrò presto nelle grazie della regina. La sua conoscenza della cultura e della politica potrebbero aver colpito la regina, così come il suo talento nell'organizzazione di feste e nel circondarsi di stravaganza e magnificenza. La sua abilità e l'interesse nei settori di cui sopra erano particolarmente apprezzati durante un periodo in cui il potere non solo doveva essere ben imparato, risoluto e radicato nella storia, ma aveva un senso nei dettagli e nel possesso di un notevole splendore.

La regina Cristina

Nel 1645 venne promosso colonnello delle Life Guards (livgardet). e nel 1646 fu incaricato per una missione in Francia tendente a scritturare musicisti per la corte della regina. La missione fu un successo per De la Gardie, che al suo ritorno in Svezia ricevette distinzioni senza precedenti. Inoltre, la regina organizzò un matrimonio fra lui e la propria cugina Maria Eufrosyne del Zweibrücken, nozze che si svolsero al Palazzo Reale. Dopo il matrimonio, De la Gardie venne nominato consigliere segreto della Corona di Svezia Il 17 aprile 1648 venne promosso generale e combatté sotto il futuro re, e proprio cognato, Carlo Gustavo durante la conquista di Praga avvenuta nei mesi finali della guerra dei trent'anni. Nonostante avesse dato solo un contributo marginale alla guerra, De la Gardie venne ricompensato con 22.500 riksdaler, più di ogni altro generale. Nello stesso anno venne creatoconte di Arensburg (Kuressaare).
De la Gardie iniziò nel 1649 il primo dei suoi due mandati di governatore generale della Livonia. Alla cerimonia d'incoronazione della regina Cristina, nel 1650, fu il portabandiera reale. Un anno dopo, alla fine del primo mandato in Livonia, venne nominato maresciallo del regno (riksmarskalk). Nel 1652 divenne signore gran tesoriere di Svezia (riksskattmästare), uno dei cinque più elevati incarichi del regno nonché uno dei membri più influenti del Riksråd e capo delle Camere (kammarkollegium). Nello stesso 1652, De la Gardie venne nominato lagmann del Västergötland e del Dalsland. Alla morte de padre Jacob, lo stesso anno, Magnus Gabriel ereditò il Castello di Läckö divenendo così conte di Läckö.

##### Caduto in disgrazia
Nel 1653 De la Gardie cadde in disgrazia nei favori della regina. Egli e la sua famiglia dovettero abbandonare la corte e, per il resto del regno della regina, De la Gardie si ritirò in una sua casa come in esilio. Tuttavia, la regina Cristina abdicò subito dopo e venne sostituita sul trono di Carlo Gustavo, il fratello della moglie di De la Gardie, Maria Eufrosyne.

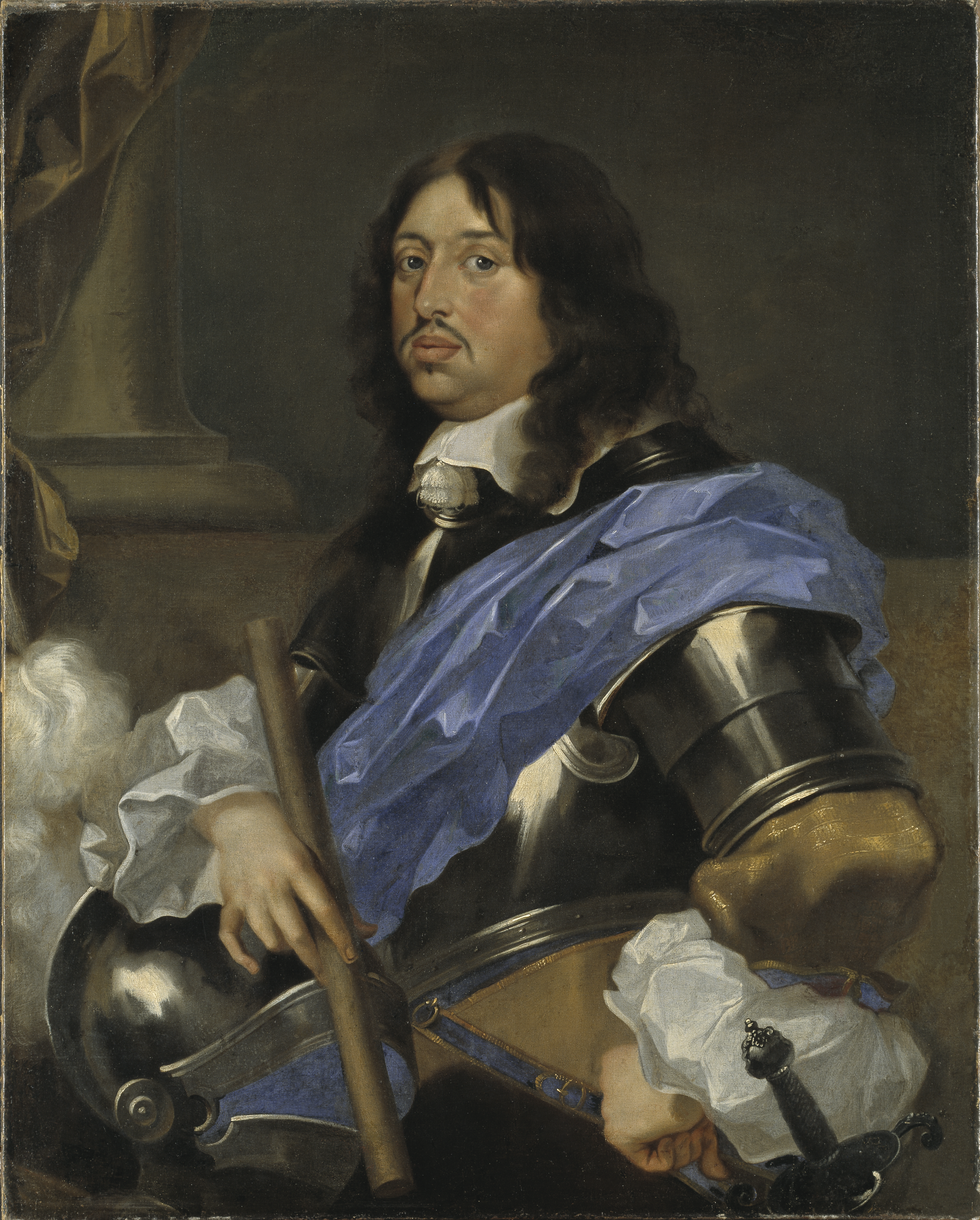
Re Carlo X Gustavo

#### 1654-1660: sotto Carlo X Gustavo
Quando Carlo Gustavo, cognato di De la Gardie, salì al trono, ebbe termine il periodo oscuro di De la Gardie. Nel mese di agosto 1654, divenne governatore di Västergötland, Dalsland e Halland e nel dicembre dello stesso anno fu nominato cancelliere dell'Università di Uppsala. Nel 1655, per la seconda volta, venne scelto per la carica di governatore generale della Livonia. Egli divenne anche il tenente generale delle truppe svedesi in Ingria, Estonia e Livonia, il che significa che comandava le truppe nelle guerre contro la Polonia e la Russia. Sembra che De la Gardie sia stato tutt'altro che un eccellente comandante militare, visto che ricevette più biasimi che elogi da parte del re per le sue azioni in quella zona. Nel corso dei negoziati con la Polonia, De la Gardie fu il rappresentante principale svedese. Prese parte alle deliberazioni che condussero al polacco-svedese Trattato di Oliva nel 1660.
Re Carlo X Gustavo morì agli inizi del 1660. A seguito delle sue volontà, De la Gardie venne nominato signore gran cancelliere di Svezia e quindi membro del consiglio di reggenza durante la minore età del futuro Carlo XI (1660-1672).

#### 1660-1672: reggenza
De la Gardie fu il più famoso e influente tra i membri della reggenza, anche se non fu mai incontrastato. Questo potrebbe essere dovuto al fatto che era, a quanto riportato dagli storici, in grado di lavorare intensamente ma di voler lasciare spesso il centro del potere per trascorrere molto tempo snelle sue proprietà, uno svantaggio sia per il governo che per la sua posizione di potere.

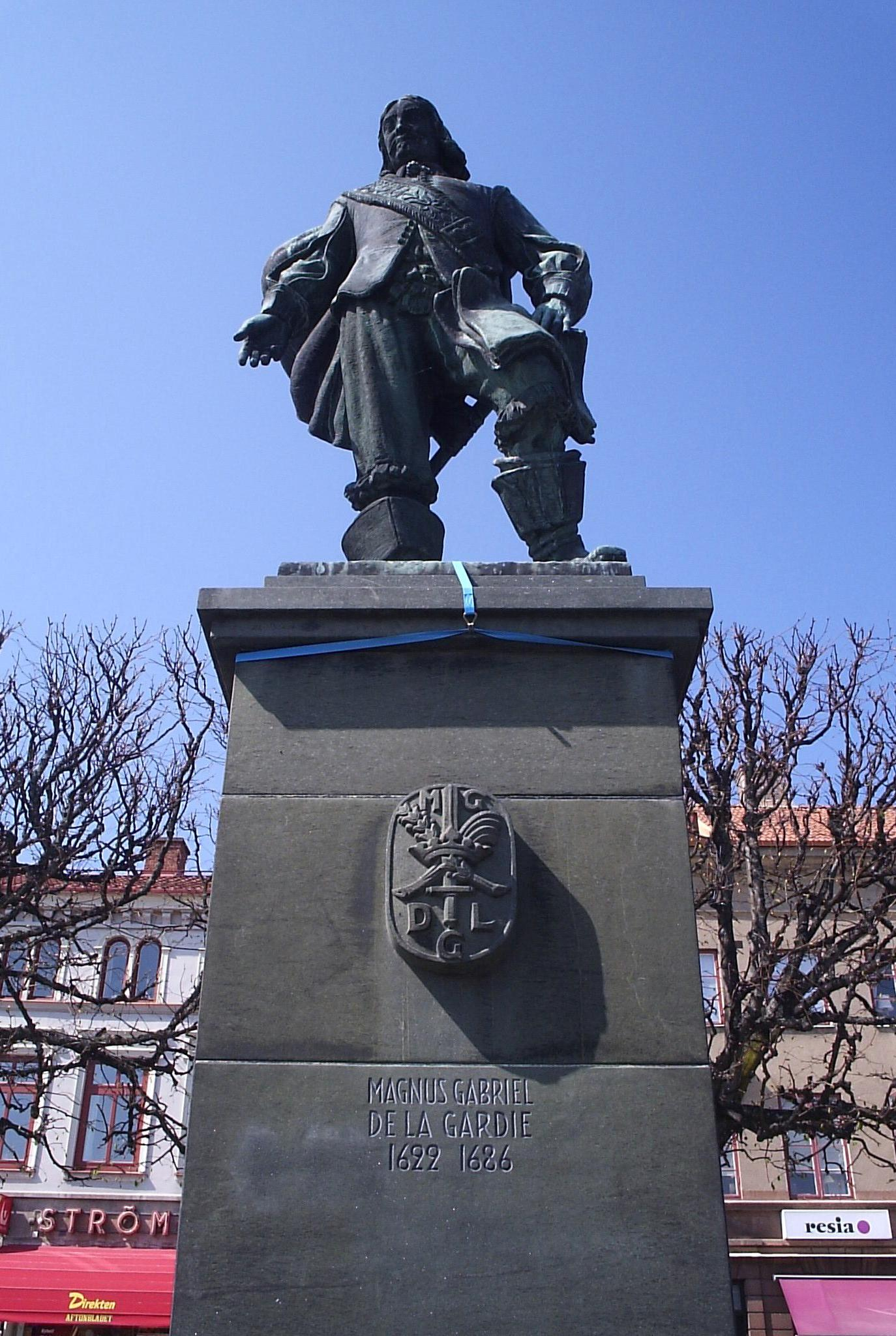
Statua di Magnus Gabriel De la Gardie a Lidköping

Dotato di grande esperienza ed avendo costruito molte buone e importanti relazioni, fu un membro di spicco della reggenza, ma viveva troppo nel passato e nelle tradizioni della guerra dei Trent'anni, mancando di una visione che gli consentisse di gestire le richieste dei nuovi tempi. La reggenza era divisa sul modo di gestire lo stato. De la Gardie fu il principale rappresentante del partito a favore delle avventure guerriere e di un rapporto privilegiato con la Francia. Gli avversari, rappresentati dal gran tesoriere Gustaf Bonde, dal Lord grande intendente di Svezia (Riksdrots) Per Brahe il Giovane e Johan Gyllenstierna, erano fautori di un modo più tranquillo di intendere lo stato e l'economia. Le opinioni di De la Gardie ebbero spesso il sopravvento e quindi la Svezia venne coinvolta in guerre contro la Russia e la Polonia nel periodo della reggenza. All'inizio del periodo, nel 1661, la Svezia e la Francia firmarono un trattato in cui, un paragrafo segreto, assicurava che la Svezia avrebbe sostenuto il candidato francese nella prima successione al trono polacco, in cambio di una grossa somma di denaro. Nel mese di aprile 1672, i due alleati firmarono un nuovo trattato a Stoccolma, secondo il quale la Svezia avrebbe mantenuto un esercito di 16.000 uomini nei suoi domini tedeschi per assicurarsi che gli Stati tedeschi non avrebbero interferito in una guerra tra la Francia ed i suoi nemici Paesi Bassi e Spagna. In cambio, la Svezia avrebbe ricevuto 400.000 riksdaler ogni anno in tempo di pace. In tempo di guerra, l'importo sarebbe stato di 600.000 riksdaler. In una Svezia con grandi problemi finanziari, questa politica di sovvenzioni era per il conte De la Gardie un modo più interessante di migliorare le finanze dello stato che altrimenti sarebbe stato costretto a richiedere la restituzione di parte delle terre concesse alla nobiltà.
De la Gardie stesso era responsabile di gran parte dei problemi finanziari della Svezia, causati da Johan Palmstruch e dalla sua carta moneta. Fece diverse donazioni dalla Corona a se stesso e utilizzò le risorse nazionali per questioni private. Nel frattempo, dal momento che non ricevette i fondi necessari, la marina andò in rovina a causa dell'insufficiente manutenzione, e soldati morirono o lasciarono l'esercito dal momento che non ricevevano la loro paga.

#### 1672-1686: sotto Carlo XI
Nel dicembre 1672 re Carlo XI raggiunse la maggiore età. Nonostante quello che la gente avrebbe potuto supporre, De la Gardie divenne più potente che mai. Il giovane e inesperto re sembrava essere felice di accettare i consigli del suo grande cancelliere De la Gardie, che cercò di aumentare la potenza del re, al fine di aumentare la propria. Tuttavia, dal 1675, la sua influenza andò scemando. Quell'anno, vincolata al trattato con la Francia, la Svezia entrò nella guerra franco-olandese con l'invasione del Brandeburgo. Pur essendo numericamente superiori, le forze svedesi persero la Battaglia di Fehrbellin, evento che incoraggiò la Danimarca ad attaccare la Svezia. Così, ebbe inizio la guerra di Scania In occasione dell'incoronazione di re Carlo, nello stesso anno, De la Gardie venne accusato di alto tradimento, accusa che presto si rivelò ingiustificata.
Durante la guerra di Scania, De la Gardie comandò le truppe che combatterono contro l'esercito norvegese a Bohuslän. Anche in questa operazione, come nelle precedenti, De la Gardie mancò il successo, e subì una battuta d'arresto considerevole a Uddevalla nel 1677.

### Riduzione e assolutismo: caduta di De la Gardie
Le dure condizioni verificatesi nella seconda metà degli anni 1670, con la guerra come la causa principale, potrebbe essere attribuite al trattato con la Francia, del quale De la Gardie era stato il portavoce. I tempi duri portarono a sconvolgimenti negli anni 1680. La crisi finanziaria in Svezia, indusse re Carlo XI a convocare il Riksdag degli Stati nel mese di ottobre 1680. Qui, finalmente venne decisa la riduzione, che era stata discusso nel Riksdag fin dal 1650. Ciò significava che ogni terreno o oggetto in precedenza di proprietà della corona, e in prestito o dato in uso a contee, baronie e signorie, poteva essere rivendicato dallo stato. Tale decisione determinò una notevole riduzione del potere della nobiltà svedese.
Un'altra decisione importante presa durante l'assemblea fu quella riguardante il Riksråd, il consiglio di governo. Dal 1634, era diventato obbligatorio per il re, seguire i consigli di questo organismo. Durante la guerra di Scania, i membri del consiglio ebbero faide interne, e il re, in maniera più o meno dichiarata, non diede ascolto ai loro consigli. In occasione dell'Assemblea del 1680, chiese se era ancora tenuto a seguire i pareri del Consiglio, e gli fu risposto: "egli non era vincolato da altri che da se stesso", e quindi venne istituita la monarchia assoluta in Svezia. De la Gardie cercò di radunare i membri del Consiglio per chiedergli di opporsi agli sviluppi che portavano all'istituzione della monarchia assoluta, ma invano.
Prima della convocazione del Riksdag, De la Gardie era stato rimosso dalla carica gran cancelliere e nominato Lord grande intendente di Svezia. Così, De la Gardie perse influenza in generale e sulla politica estera del paese in particolare.

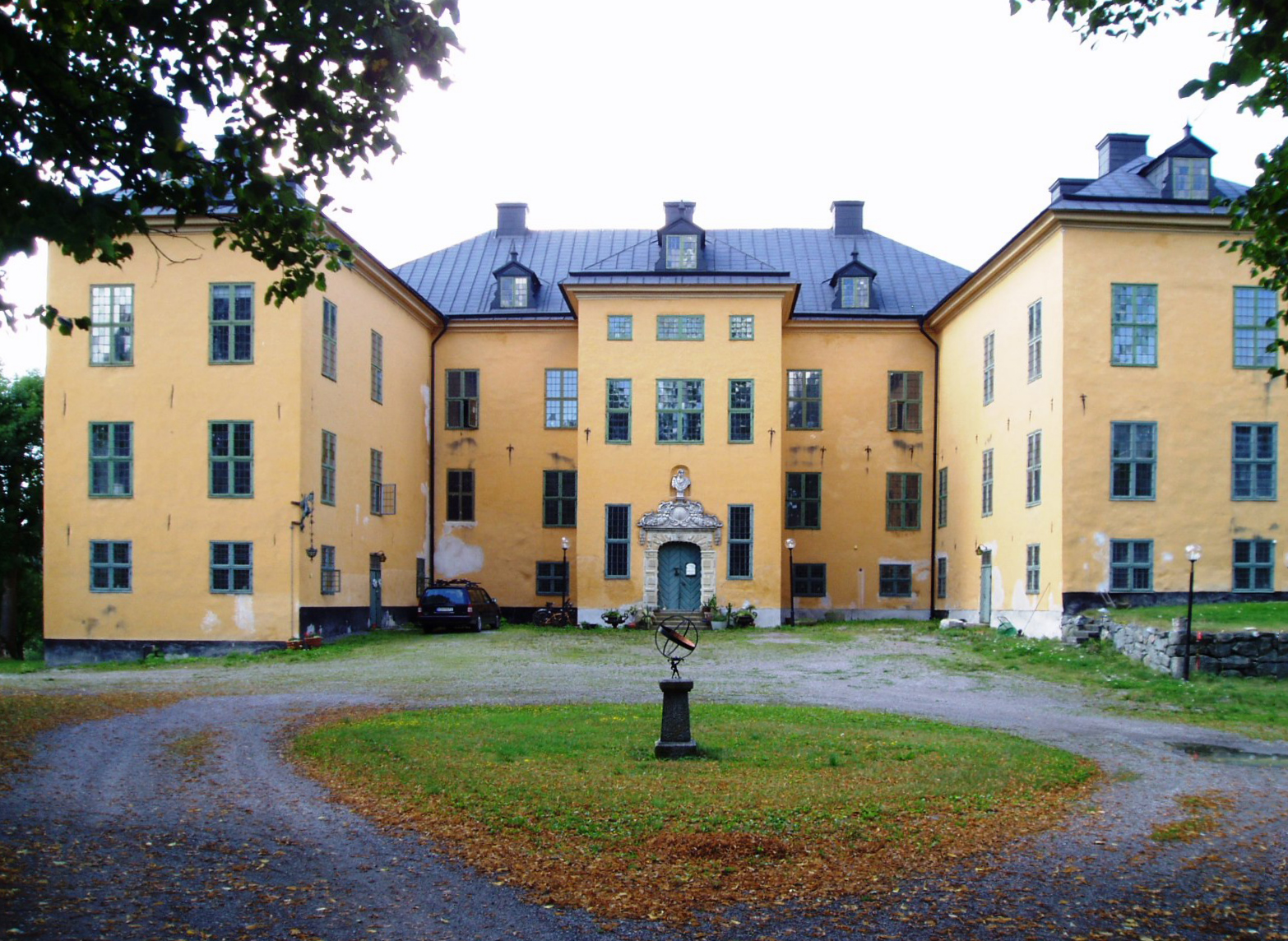
Castello di Venngarn

Forse nessun altro fu negativamente influenzato dalla riduzione come De la Gardie. Egli fu giudicato possessore di una somma enorme (352.159  daler silvermynt) e perse tutti suoi averi attraverso i recuperi effettuati dalla Corona. Per esempio, il suo patrimonio di Läckö venne recuperato in un giorno e mezzo.  Le uniche tenute che poté mantenere furono quelle del castello di Venngarn e Höjentorp. Nel 1675 una commissione speciale venne incaricata di indagare sulle azioni di De la Gardie e dei suoi colleghi alti aristocratici, e il 27 maggio 1682 decise che i reggenti ed il Senato fossero gli unici responsabili della dilapidazione del regno. Il risarcimento dovuto alla corona venne valutato a 4.000.000 di riksdaler. De la Gardie venne trattato con relativa clemenza relativa, e "ricevette il permesso di ritirarsi nelle sue terre per il resto della sua vita". Trascorrendo i suoi ultimi giorni a Venngarn, non riusciva a capire quali fossero i crimini che aveva commesso. Disperatamente concluse "quello che ho acquisito durante 38 anni, e mio padre e gli antenati per 40 anni, è andato perso". Magnus Gabriel De la Gardie morì a Venngarn il 26 aprile 1686.
De la Gardie era stato in parte responsabile per il trattato con la Francia e lavorò sodo per aumentare la potenza del giovane re Carlo. Potrebbe sembrare paradossale che il trattato contribuì a far cadere la Svezia in una profonda crisi finanziaria, che, insieme al livello di potenza raggiunto da Carlo, portò alla riduzione. Così, i contributi di De la Gardie finirono con l'essere un grande fattore della caduta dal suo potere e della sua ricchezza.

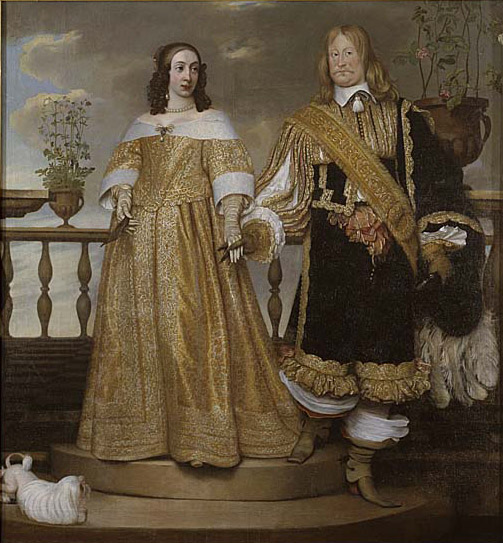
Magnus Gabriel De la Gardie con la sua sposa Maria Eufrosyne. Ritratto del 1653 di Hendrik Munnichhoven. Il quadro è pieno di dettagli simbolici: Magnus Gabriel è rappresentato al di sotto della moglie in quanto ella era sorella di un re. Il loro tenersi per mano simboleggia la fedeltà, così come il cane; il fagiolo in mano a Maria Eufrosyne dimostra che era incinta. Il dipinto è considerato come uno dei più belli del primo periodo barocco svedese.

#### Proprietà

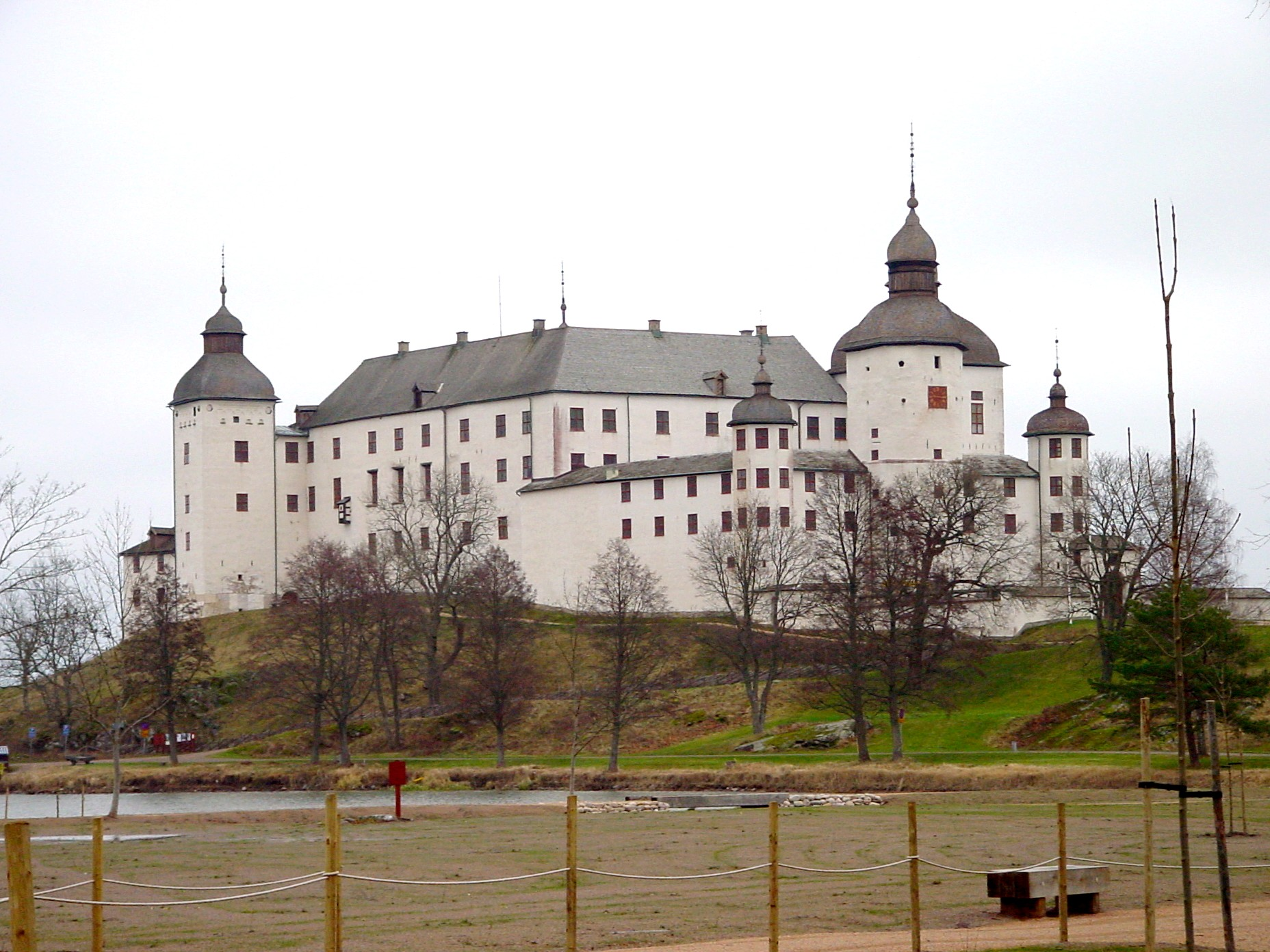
Castello di Läckö

Durante la sua vita, De la Gardie riuscì ad aggiungere un gran numero di proprietà e castelli ai suoi possedimenti. Agli inizi possedeva terre e castelli in provincia di Uppland, Närke, Västmanland e Västergötland. Tra questi vi erano il Karlberg Palace, il Palazzo di Drottningholm a Jakobsdal (ora: Palazzo Ulriksdal), Venngarn, il castello di Ekholmen, Kägleholm, Läckö, Traneberg, il castello di Mariedal, Katrineberg e Höjentorp. Inoltre possedeva immobili di grandi dimensioni in Livonia, Finlandia, Pomerania e Mecklenburg, all'epoca paesi appartenenti alla Svezia.

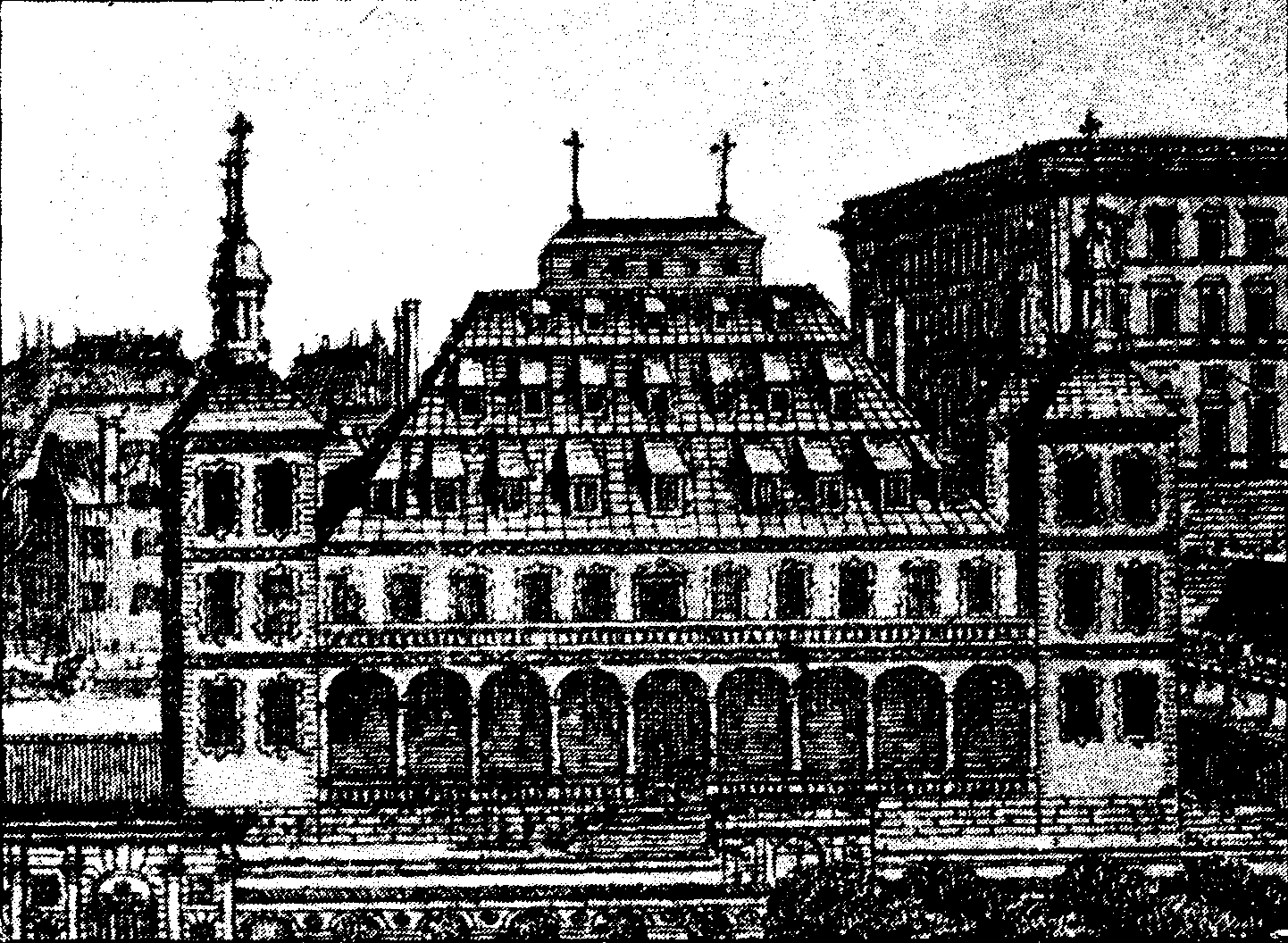
Makalös Palace

Ogni nobile aveva bisogno di una residenza adeguata nella capitale Stoccolma. Il padre di Magnus Gabriel De la Gardie, Jacob, costruì un grande palazzo vicino al palazzo reale, chiamato Palazzo De la Gardie o Palazzo Makalös. Quando Jacob morì nel 1652, venne ereditato da Magnus Gabriel. Il palazzo era la più importante tra le residenze private di Stoccolma, e conteneva mobili più belli di quelli del palazzo reale.
De la Gardie era conosciuto come un costruttore ansioso e la quantità dei suoi progetti in costruzione era enorme. Nel 1674, il diplomatico italiano Lorenzo Magalotti stimò che De la Gardie aveva almeno 50 progetti in corso in Svezia e nelle sue province, ad esclusione delle 37 chiese che stava costruendo o ristrutturando al momento. Una delle chiese che De la Gardie restaurò, fu la chiesa abbaziale di Varnhem, nella quale realizzò il mausoleo di famiglia, nella quale sono sepolti li stesso Magnus Gabriel, la moglie Maria Eufrosyne, il loro figlio Gustavo Adolfo e la nuora Elisabet Oxenstierna.
A Läckö, De la Gardie fece realizzare estensioni notevoli, a partire dal 1654. Ad esempio, un quarto piano venne aggiunto al mastio, come fosse una cappella del castello. Il personale del castello passò da 83 dipendenti a 222 fra il 1662 ed il 1678, in segno dell'evoluzione dello stato di nobiltà nella società, non comune a quel tempo.

#### Contributi culturali
De la Gardie è considerato uno dei più grandi mecenati della scienza e dell'arte nella storia svedese. Architetti, scultori e pittori sono stati portati in Svezia, per dare un contributo alle costruzioni e ai restauri di De la Gardie e restauri. Jean de la Vallée e Nicodemus Tessin il Vecchio furono fra gli architetti assunti da De la Gardie per soddisfare le sue ambizioni di costruzione.
Nel 1666, De la Gardie fatto in modo che la Svezia avesse una conservazione organizzata del patrimonio, la prima del suo genere in Europa.

##### Codex Argenteus
Il Codex Argenteus, anche noto come Silver Bible, è un manoscritto del VI secolo acquistato da De la Gardie e portato all'Università di Uppsala dove si trova ancora oggi. Venne portato in Svezia per la prima volta nel 1648 da Isaac Vossius, un bibliotecario olandese della regina Cristina. Nel 1662, De la Gardie acquistò il codice e nel 1669 lo donò all'università, dopo averlo inserito in una custodia in argento.

##### Trono d'argento
Un trono d'argento, donato da De la Gardie, si trova in posizione centrale nella Rikssalen del Palazzo Reale di Stoccolma. Il trono fu un regalo di De la Gardie alla regina Cristina in occasione della sua incoronazione nel 1650. De la Gardie commissionò il lavoro ad Abraham Drentwett di Augsburg.

## Riferimenti culturali
La casa ancestrale di De la Gardie fornisce uno scenario agghiacciante nel racconto Conte Magnus di Montague Rhodes James.